# Çayırdüzü, Çamlıhemşin
Çayırdüzü là một xã thuộc huyện Çamlıhemşin, tỉnh Rize, Thổ Nhĩ Kỳ. Dân số thời điểm năm 2010 là 819 người.